# Río Omoa
Río Omoa är ett vattendrag i Honduras. Det ligger i departementet Departamento de Cortés, i den västra delen av landet, 200 km norr om huvudstaden Tegucigalpa.